# Reuloh
Reuloh is een bestuurslaag in het regentschap Aceh Besar van de provincie Atjeh, Indonesië. Reuloh telt 769 inwoners (volkstelling 2010).